# Локальные общие объекты
Локальные общие объекты (англ. Local Shared Objects, LSO), обычно называемые флеш-куки, являются фрагментами данных, которые сайты, использующие Adobe Flash, могут сохранить на компьютере пользователя.
Флеш-куки, которые могут быть сохранены или получены всякий раз, когда пользователь получает доступ к странице, содержащей приложение Flash, являются одной из форм локального хранилища (объект, используемый для хранения данных вида «Ключ - Значение» на постоянной основе). Похожие на «куки», локальные общие объекты могут использоваться для сохранения информации о предпочтениях пользователей, сохранения данных из флеш-игры или для отслеживания пользователей в Интернете. Локальные общие объекты были обвинены в нарушении безопасности браузера, однако существуют настройки браузера и дополнения для ограничения продолжительности их сохранения.

## Цель
Чаще всего локальные общие объекты используются для улучшения просмотра Интернета. Например, они позволяют сохранить настройки часто посещаемого веб-сайта, если он использует такую функциональность.

## Возможности
По данным программы Adobe, локальные общие объекты имеют следующие возможности:
- Игра, которая сохраняет высокие баллы пользователя.
- Приложение телефонной книги, которое может работать в режиме онлайн или офлайн. Когда доступно подключение к Интернету, приложение будет получать актуальную информацию с сервера. Когда нет соединения, приложение будет использовать последние сохраненные данные в общих объектах.
- Пользовательские настройки и данные отслеживания для работы сайта, например статьи, которые пользователь прочитал на новостном сайте.[3]

Кроме этого, «поведенческая реклама» была реализована с помощью локальных общих объектов.

## Контроль над локальными общими объектами

### Пользователь
Пользователи могут отключить локальные общие объекты с помощью панели «глобальные параметры хранения» онлайн-менеджера настроек на веб-сайте Adobe. Однако, это накладывает постоянное флеш-куки на компьютере, добавляет информирование от всех других веб-сайтов, от которых пользователь не хочет получать флеш-куки, сохраняющиеся на компьютере. Пользователи могут отказаться от локальных общих объектов из указанных сайтов с флеш-плеера «Настройки» или с помощью панели «Параметры конфиденциальности веб-сайтов»

### Страны
В соответствии с законом Великобритании, эти настройки должны:
- сообщить пользователем Интернета, где находятся куки;
- объяснить функции куки;
- получить их согласие хранить файлы куки на своем устройстве.

В мае 2011 года в действующие правила были внесены изменения. В соответствии с пересмотренными Правилами, требуется не просто обеспечить четкую информацию о файлах куки, но также получить соглашение пользователей или абонентов хранить файлы куки на своем устройстве.
Кроме того, с законом о контроле куки в разных странах можно ознакомиться в документе «Общем регламенте по защите данных».

## Возможные опасности по поводу локальных общих объектов
Существует высокая вероятность, что локальные общие объекты тесно связаны со следующими проблемами.

### Нарушение правконфиденциальностипользователей

#### Незнание локальных общих объектов
В отличие от традиционных HTTP куки, локальные общие объекты относительно неизвестны для веб-пользователей, и они не контролируются через куки настроек конфиденциальности в браузере. Это означает, что даже если пользователь считает, что он очистил свой компьютер от сопровождаемых объектов, это далеко не так.

#### Сложность удаления куки
Даже если пользователь избавляется от куки, уникальный идентификатор будет назначен в новый файл куки ещё раз с помощью флеш данных в качестве «резервного копирования.» Значит, есть механизмы, которые отслеживают пользователя, даже если он удаляет флеш-куки. Например, флеш-куки имени 144587 крепится к моему IP. Представим себе, что я могу удалить флеш-куки. Когда я войду в Интернет в следующий раз, сервер выдаст мне флеш-куки с другим именем, скажем, 8654977, но программное обеспечение подразумевает, что оба флеш-куки относятся к одному и тому же пользователю. Это называется «возрождение куки».

#### «Большие данные»
Помимо этого, концепция «Больших данных» (англ. Big Data) также связана с локальными общими объектами. Она была сформирована с целью получения воспринимаемых человеком результатов на базе собранной информации с помощью HTTP-куки, а также подобных технологий, включая флеш-куки. В процессе собирания данных существует возможность нарушения прав конфиденциальности.

### Слежение за пользователями и нарушение анонимности
Существуют и другие технологии отслеживания — например, такие как статистический идентификатор локальных общих объектов. Далее аналитики могут следить за пользователями на базе собранных данных. По исследованиям «Спрятаться от Паноптикума: Грандиозные Задачи Анонимности в Интернет» , существуют следующие сложности:
- Анализ глобального трафика;
- Атаки активного вмешательства;
- Атаки пересечения;
- Использование программного обеспечения.

В результате, авторы исследования приводят к выводу, что сложно спрятаться от Интернет-паноптикума.
В связи с этим, увеличивается опасность формирования состояния «Большого брата» («Big Brother») (по имени персонажа романа Дж. Оруэлла «1984») и современного «Паноптикума».